# Hidroelektrarna Ferlach-Maria Rain
Hidroelektrarna Borovlje-Žihpolje (izvirno nemško Kraftwerk Ferlach-Maria Rain) je ena izmed hidroelektrarn v Avstriji; leži na reki Dravi. Spada pod podjetje Verbund Austrian Hydro Power.

## Zgodovina
Hidroelektrarno so začeli graditi leta 1971. Gradnja je bila končana leta 1975. 
Moč elektrarne je 75 MW in na leto proizvede 318 milijona kWh.